# Partito Socialista Brasiliano
Il Partito Socialista Brasiliano (Partido Socialista Brasileiro, PSB) è un partito politico del Brasile.
Il PSB è un partito socialista democratico, fondato nel 1946, come Partito della Sinistra Democratica, sciolto nel 1965 dalla giunta militare, ricreato nel 1986. Il partito assunse il nome attuale nel 1947.

## Storia

### Il primo PSB (1947-1965)
Alle elezioni presidenziali del 1952 il PSB presentò un suo candidato, João Mangabeira, che ottenne, però appena l'1% dei voti. Constatato l'insuccesso elettorale alle elezioni del 1954 (l'1,8% dei voti e 3 deputati), Il PSB decise, alle elezioni legislative del 1958, di presentare candidati comuni con il Partito Laburista Brasiliano (PTB) (omonimo dell'attuale PTB ma di centro-sinistra, mentre l'attuale è conservatore). Il PTB incrementò i voti di appena lo 0,6% (dal 15,2 al 15,8), ma riuscì, grazie all'accordo con i socialisti, ad eleggere dieci seggi in più (66 anziché 56). Alle elezioni del 1962, il PSB si ripresentò da solo, ma ottenne appena lo 0,2% dei voti, anche se elesse 5 deputati. Questa legislatura fu caratterizzata dal tentativo dei partiti democratici di bloccare l'avvento della dittatura militare, sforzo inutile perché nel 1964 i militari presero il potere e sciolsero, l'anno successivo, i partiti politici, compreso il PSB.

### Il Regime Militare
Alle elezioni tra il 1966 ed il 1978, si poterono presentare solo due partiti, l'ARENA filo-militare ed il Movimento Democratico Brasiliano, che raccoglieva tutti gli oppositori. Anche i socialisti si impegnarono all'interno di MDB, ma accompagnarono all'impegno parlamentare quello clandestino di opposizione al regime. Col passar del tempo i militari persero sempre più terreno, tanto che alle elezioni del 1974 MDB ottenne il 48% dei voti, non riuscendo a vincere solo grazie ai brogli elettorali dei filo-militari.
Le elezioni del 1982 furono le prime pluripartitiche, anche se non ancora pienamente democratiche. Il PSB non si era ancora riorganizzato e molti socialisti sostennero il Partito del Movimento Democratico Brasiliano (PDMB), nato da MDB, altri il PDT (Partito Democratico Laburista).

### Il secondo PSB
Nel 1986 il PSB venne ricostituito e scelse come proprio presidente Jamil Haddad. Alle elezioni dello stesso anno il PSB ottenne appena lo 0,9% dei voti ed elesse un solo deputato. Nel 1990 Miguel Arraes venne eletto presidente del partito. Alle legislative del 1990 il PSB non migliorò di molto i propri consensi, ma Haddad fu nominato Ministro della Salute nel goverdo di Itamar Franco. Lo scontro sulle politiche sociali del governo portò, però, dopo nove mesi alle dimissioni di Haddad.
Alle politiche del 1994, il PSB salì al 2,2% dei voti ed elesse 15 deputati. Le elezioni municipali del 1996 premiarono il partito, che alle politiche del 1998 salì al 3,1% dei voti ed a 19 seggi. Tra il 1994 ed il 2002, il PSB fu all'opposizione dei governi moderati di Fernando Henrique Cardoso del Partito della Social Democrazia Brasiliana (PSDB), sostenuti anche dal PMDB e dal Partito del Fronte Liberale.
Alle presidenziali del 2002, il PSB sostenne Luiz Inácio Lula da Silva, leader del Partito dei Lavoratori (PT), che sconfisse al ballottaggio Josè Serra del PSDB. Roberto Amaral divenne Ministro Della Scienza e della Tecnologia. Alle legislative dello stesso anno il PSB ottenne il suo miglior risultato si sempre eleggendo 22 deputati ed arrivando al 4% dei voti.
Alle elezioni del 2006 il PSB ha ottenuto il 6,2% dei voti e 27 deputati sui 513 alla Camera, oltre ad un senatore (confermando i 4 totali su 81).
Alle elezioni del 2010 il partito socialista ha continuato la propria crescita superando il 7% e ottenendo 34 deputati, contribuendo alla vittoria della coalizione Per un Brasile che continui a cambiare e all'elezione di Dilma Rousseff. Inoltre ha eletto anche sei governatori.
In occasione delle elezioni 2014 aveva deciso di non sostenere più Dilma Rousseff ma di concorrere con il proprio leader, l'ex governatore dello stato di Pernambuco, Eduardo Campos che però è perito tragicamente in un incidente aereo il 13 agosto.

## Risultati elettorali

### Elezioni presidenziali
| Anno | Candidato supportato        | 1º Turno                    | 1º Turno                    | 2º Turno                    | 2º Turno                    |
| Anno | Candidato supportato        | Voti                        | %                           | Voti                        | %                           |
| ---- | --------------------------- | --------------------------- | --------------------------- | --------------------------- | --------------------------- |
| 1989 | Luiz Inácio Lula da Silva   | 11 619 816                  | 17,2 (2.º)                  | 31 070 734                  | 47,0 (2.º)                  |
| 1994 | Luiz Inácio Lula da Silva   | 17 116 579                  | 27,0 (2.º)                  |                             |                             |
| 1998 | Luiz Inácio Lula da Silva   | 21 470 333                  | 31,7 (2.º)                  |                             |                             |
| 2002 | Anthony Garotinho           | 15 176 204                  | 17,9 (3.º)                  |                             |                             |
| 2006 | Luiz Inácio Lula da Silva   | 46 662 365                  | 48,6 (1.º)                  | 58 295 042                  | 60,8 (1.º)                  |
| 2010 | Dilma Rousseff              | 47 651 434                  | 46,9 (1.º)                  | 55 752 529                  | 56,1 (1.º)                  |
| 2014 | Marina Silva                | 22 176 619                  | 21,3 (3.º)                  |                             |                             |
| 2018 | Nessun candidato supportato | Nessun candidato supportato | Nessun candidato supportato | Nessun candidato supportato | Nessun candidato supportato |
| 2022 | Luiz Inácio Lula da Silva   | 57 259 504                  | 48,4 (1.º)                  | 60 345 999                  | 50,9 (1.º)                  |

### Elezioni legislative
| Anno | Voti      | %          | +/- | Seggi    | +/-     |
| ---- | --------- | ---------- | --- | -------- | ------- |
| 1986 | 450 948   | 1,0 (9.º)  |     | 1 / 487  |         |
| 1990 | 756 034   | 1,9 (11.º) | 0,9 | 11 / 502 | 10      |
| 1994 | 995 298   | 2,2 (10.º) | 0,3 | 15 / 513 | 4       |
| 1998 | 2 273 751 | 3,4 (8.º)  | 1,2 | 19 / 513 | 4       |
| 2002 | 4 616 860 | 5,3 (6.º)  | 1,9 | 22 / 513 | 3       |
| 2006 | 5 732 464 | 6,2 (6.º)  | 0,9 | 27 / 513 | 5       |
| 2010 | 6 851 053 | 7,1 (6.º)  | 0,9 | 34 / 513 | 7       |
| 2014 | 6 267 878 | 6,4 (5.º)  | 0,7 | 34 / 513 | Stabile |
| 2018 | 5 386 400 | 5,5 (7.º)  | 0,9 | 32 / 513 | 2       |
| 2022 | 4 202 376 | 3,8 (8.º)  | 1,7 | 14 / 513 | 18      |